# Braunbrust-Zwergspecht

Verbreitungsgebiet des Braunbrust-Zwergspechtes

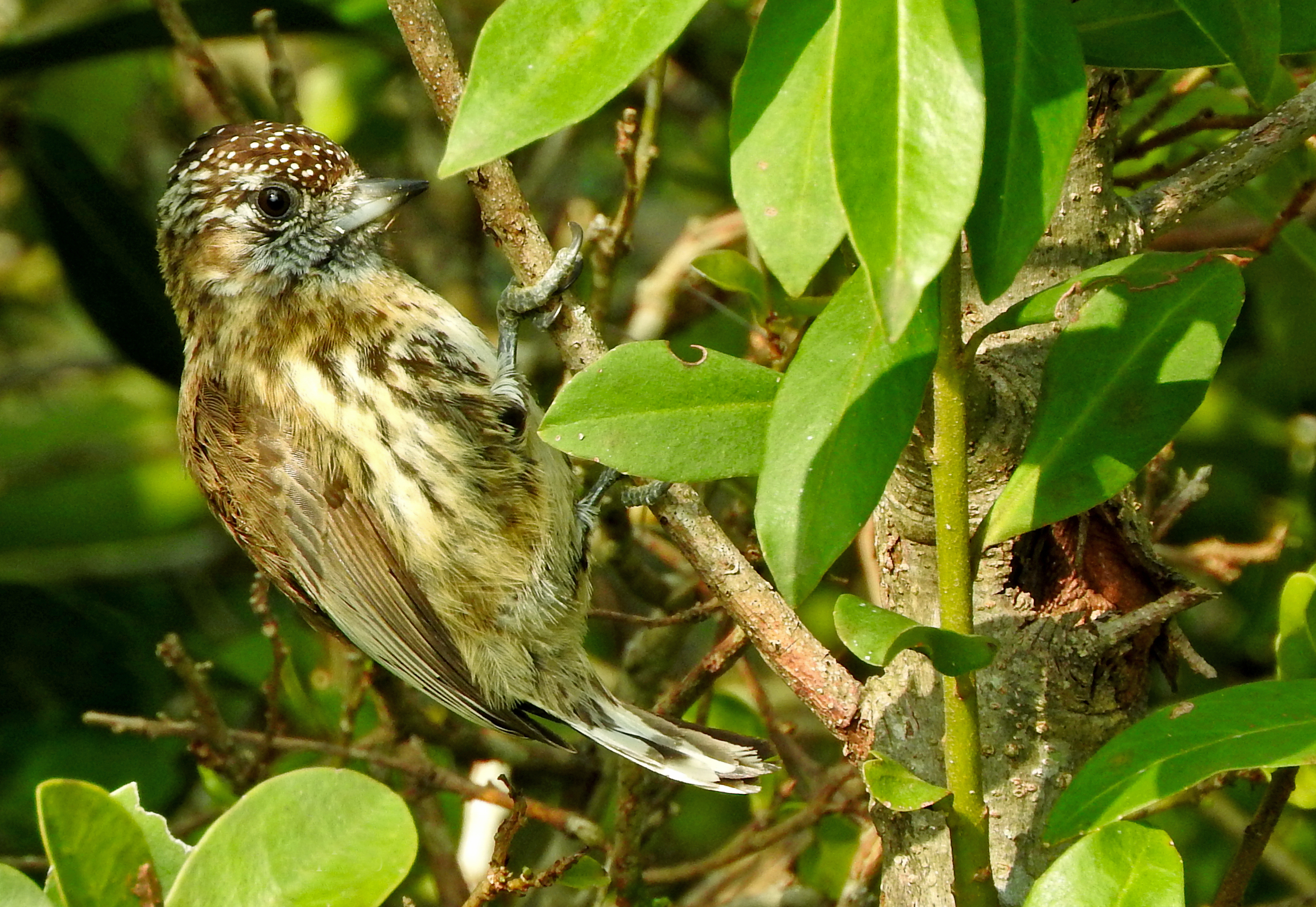
Picumnus nebulosus in Quebrada de los Cuervos, Uruguay

Der Braunbrust-Zwergspecht (Picumnus nebulosus) ist eine Vogelart aus der Gattung der Zwergspechte (Picumnus) aus der Familie der Spechte (Picidae).
Der Vogel kommt in Uruguay, im Südosten Brasiliens und im Nordosten Argentiniens vor. Julio Rafael Contreras Roqué (1933–2017), Narciso Gonzalez Romero (1929–1997) und Licia Mónica Berry listeten die Art 1990 auch für Paraguay.
Der Lebensraum umfasst hauptsächlich immergrüne Wälder mit dichtem Unterwuchs im Tiefland, Waldränder und Galeriewald, gerne auch mit Bambus.

## Merkmale
Die Art ist 9–11 cm groß und wiegt etwa 12 g. Sie ist bräunlich bis ockerfarben gefärbt  mit gleichförmig bräunlichen Ohrdecken und Brustring. Hinter dem Auge findet sich ein deutlicher weißer Fleck. Die Kehle ist weißlich mit schwarzer Bänderung, die Flanken sind schwarz gestreift. Die Kopfkappe ist schwarz mit weißen Flecken, der Schwanz schwarz mit weißer Strichelung. Der Schnabel ist kurz und kräftig, schwarz mit grauer Basis am Unterschnabel. Das Männchen hat einen deutlichen roten Scheitel. Die Iris ist dunkelrot bis braun, die Orbitalhaut und die Füße sind grau. Beim Weibchen fehlt das Rot am Kopf. Jungvögel sehen weibchenartig aus, aber matter gefärbt. Küken haben einen gelben Schnabel mit grauer Basis.
Die Art ähnelt dem Zebrazwergspecht (Picumnus cirratus) und dem Temminckzwergspecht (Picumnus temminckii) auch in Lautäußerung und Trommelverhalten, unterscheidet sich aber durch die zimtfarben bis gelbbraune Brustfärbung und die hellere Unterseite mit kräftiger schwarzer Strichelung.
Die Verbreitungsgebiete der genannten Arten können sich entlang des Río Uruguay überlagern.

## Geografische Variation
Die Art ist monotypisch.

## Stimme
Der Ruf des Männchens wird als Folge von 4–6 hohen Tönen beschrieben. Der erste Ton ist ansteigend und hat eine Frequenz von 7,1 bis 7,8 kHz, die folgenden 3–5 Laute sind leicht an- und absteigend, insgesamt wie „buzz“. Das Trommeln erfolgt intermittierend.

## Lebensweise
Die Nahrung besteht hauptsächlich aus Larven und Ameiseneiern sowie aus weiteren Insekten, die in den Blättern in dichtem Unterwuchs und an dünnen Stämmen und Zweigen gesucht werden, oft herabhängend in nur geringer Höhe von 1 bis 8 m über dem Erdboden. Der Vogel hüpft gern die Zweige und Äste entlang.
Die Art ist vermutlich ein Standvogel. Die Brutzeit liegt zwischen Oktober und Januar. Das Gelege besteht aus bis zu 4 ovalen weißen Eiern mit leichter Rosafärbung. Beide Elternvögel brüten.

## Etymologie und Forschungsgeschichte
Die Erstbeschreibung des Braunbrust-Zwergspechts erfolgte 1866 durch Carl Jakob Sundevall unter dem wissenschaftlichen Namen Picumnus nebulosus. Das Typusexemplar  wurde vom Naturhistoriska riksmuseet in Hamburg erworben. Sundevall vermutete stammte aus Südamerika als Verbreitungsgebiet, ohne den genauen Sammelort zu kennen. 1825 führte Temminck auch den neuen Gattungsnamen Picumnus ein. Der Begriff Picumnus ist das Diminutiv von lateinisch picus ‚Specht‘. In der römischen Mythologie wurde der Gott Picumnus laut Nonius Marcellus mit dem Grünspecht assoziiert. Der Artname nebulosus hat seinen Ursprung in lateinisch nebulosus, nebula ‚neblig, wolkig, dunkel, Wolke, Dunst‘. Mit Picumnus jheringi beschrieb Hans Hermann Carl Ludwig von Berlepsch 1884 ein Synonym zur Nominatform. Dieser Name wurde Hermann von Ihering gewidmet. Als Sammelgebiet gab Berlepsch Rio Grande do Sul an.

## Gefährdungssituation
Der Bestand gilt als potentiell gefährdet (near threatened) aufgrund des begrenzten Verbreitungsgebietes.